# NGC 61
NGC 61 és un parell de galàxies en interacció localitzades a la constel·lació dels Peixos. Les dues galàxies que interaccionen són NGC 61A i NGC 61B. Ambdues van ser descobertes el 10 de setembre de 1785 per William Herschel.